# Koldbrann
Koldbrann (norwegisch: ‚Gangrän‘) ist eine norwegische Black-Metal-Band. Sie wurde im Jahre 2001 in Drammen gegründet.

## Geschichte

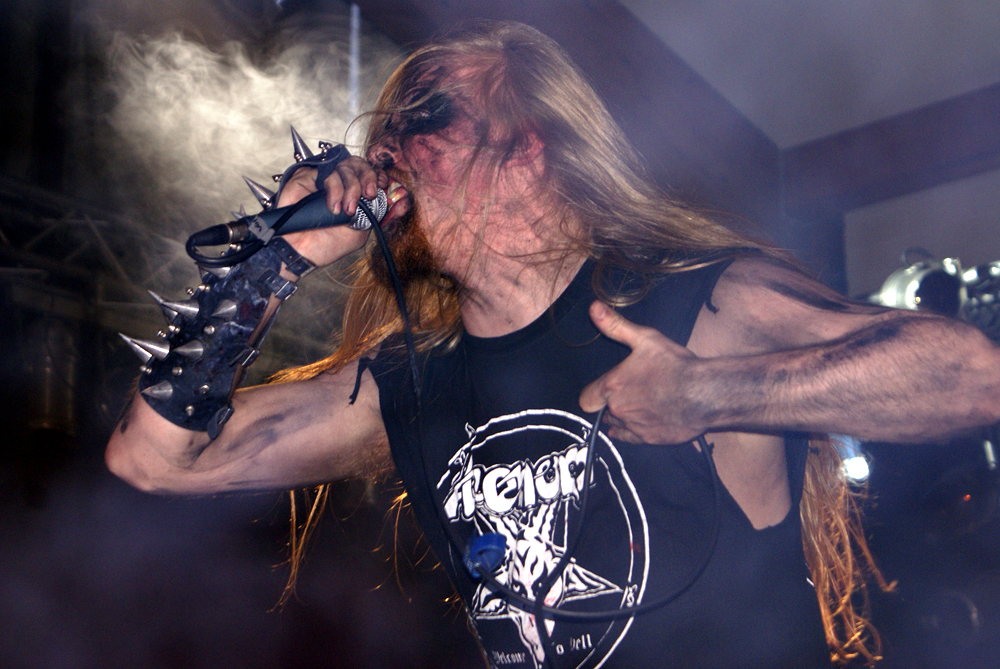
Sänger Mannevond live auf dem Ragnarök-Festival 2007

Die Band brachte im Jahr 2002 zwei Demos heraus und bald darauf, im Jahr 2003 ihr erstes Album Nekrotisk Inkvisition. Ursprünglich war das Album auf 333 Einheiten limitiert, es wurden aber durch verschiedene teilweise ebenfalls limitierte Wiederveröffentlichungen  herausgegeben. Nach einem Split-Album mit Ljå und einer EP, wechselte sie zum deutschen Twilight-Vertrieb, der ihr zweites Album Moribund veröffentlichte, auf dem sich Iblis und L. Wachtfels von Endstille beteiligten. Danach folgte eine Split mit Faustcoven und die Band ging auf Tour mit Negator und Sarkom.
Die Cover der beiden Alben sind Werken bekannter Künstler entliehen. So entstammt das Cover von Nekrotisk Inkvisiton dem oberen Teil, des rechten Flügels von Hieronymus Boschs Heuwagen. Das Cover von Moribund enthält eine Szene der Letzten Versuchung von Stefan Lochner.
Sänger Mannevond sang ebenfalls noch bei Endstille, singt bei Enthral, spielt Bass bei Urgehal und sang bei dem Lied Liquid Fire von Crucifixion mit.

## Diskografie

### Demos
- 2002: Mislyder fra Det Nekrotiske Kammer
- 2002: Pre-Prod 2002

### Singles und EPs
- 2006: Atomvinter (Apocalyptic Empire Records)
- 2008: Stigma: På kant med livet (Twilight)
- 2009: Russian Vodka/Metalni Bog (Agonia Records)

### Alben
- 2003: Nekrotisk Inkvisition (Eigenverlag)
- 2006: Moribund (Twilight)
- 2013: Vertigo (Season of Mist)
- 2024: Ingen Skånsel (Dark Essence Records)

### Splits
- 2004: Skamslaadte Engler/Fredløs (Mit Ljå; Aftermath Music)
- 2006: Koldbrann/Faustcoven (Mit Faustcoven; Cryptia Productions)